# يشار يلماز
يشار يلماز (بالتركية: Yaşar Yılmaz)‏ هو مصارع هاوي تركي، ولد في 4 مارس 1930 في ريزا في تركيا.

## وصلات خارجية
- يشار يلماز على موقع قاعدة بيانات المصارعة الدولية (الإنجليزية)
- يشار يلماز على موقع أوليمبيديا (الإنجليزية)